# Croker Island
Croker Island è un'isola situata nel mar degli Alfuri, lungo la costa della Terra di Arnhem, nel Territorio del Nord, in Australia. L'isola appartiene alla contea di West Arnhem; è parte della riserva aborigena della terra di Arnhem ed è amministrata dai proprietari aborigeni tradizionali.

## Geografia
Croker Island si trova a nord-est della penisola di Cobourg, da cui è divisa dal Bowen Strait, e 16 M a nord-ovest di Cape Cockburn. L'isola è lunga 50 km e larga 6 km; ha una superficie di 326 km² e un'altezza di 15 m. La sua estremità settentrionale si chiama Cape Croker.

## Isole adiacenti

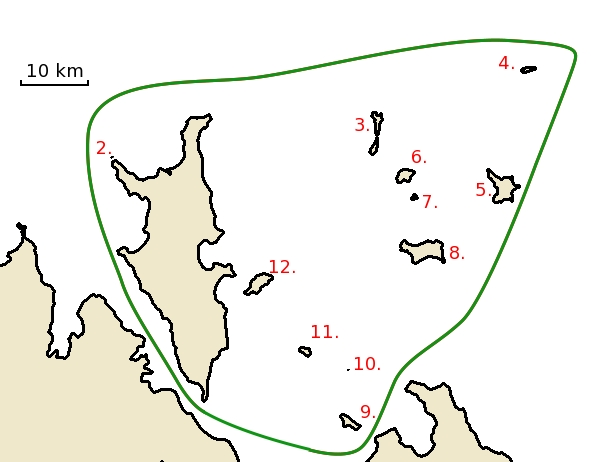
Collocazione delle isole del Croker Island Group

Secondo alcune fonti, Crocker Island assieme alle isole che si trovano a est, costituisce il Croker Island Group:

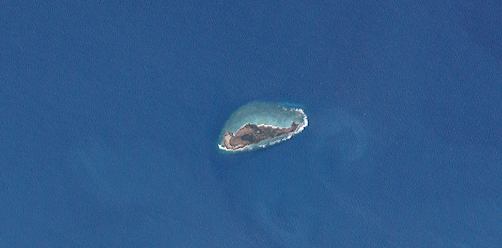
New Year Island, la terra più settentrionale del Territorio del Nord

1. Croker Island
2. Peacock Island
3. Oxley Island
4. New Year Island
5. McCluer Island
6. Lawson Island
7. Delphinia Island
8. Grant Island
9. Valencia Island
10. Cowlard Island
11. Templer Island
12. Darch Islet

## Storia
Visitata dal capitano Phillip Parker King della Royal Navy, nel 1818 circa, l'isola fu probabilmente denominata in onore di John Wilson Croker, allora primo segretario dell'Ammiragliato britannico.